# Bat Yam
Bat Yam (ebraico: בת ים ) è una città israeliana situata nella zona centrale della fascia costiera, immediatamente a sud di Tel Aviv e fa parte dell'area metropolitana denominata Gush Dan, nel distretto di Tel Aviv.
La principale attrattiva della città è costituita dalle sue spiagge che ogni estate attraggono numerosi turisti.

## Storia
La città fu fondata nel 1926 con il nome di Bayit VaGan (ebraico בית וגן, "casa e giardino") e inizialmente doveva essere un sobborgo destinato agli ebrei ortodossi. Nel 1929 scoppiarono dei tumulti in Palestina e Bayit VaGan fu attaccata da alcune bande armate arabe provenienti dalla vicina Giaffa. La cittadina fu perciò evacuata dalle autorità britanniche e l'anno dopo la situazione tornò alla normalità. Nel 1936 ottenne l'istituzione di un consiglio locale.
Nel 1938 il nome della cittadina fu cambiato in Bat Yam, che significa "sirena" (letterale: "figlia del mare"). Allo scoppio della Guerra arabo-israeliana del 1948 ci furono combattimenti anche a Bat Yam, finché Giaffa non si arrese il 13 maggio 1948.
Nei primi anni dell'indipendenza d'Israele, la popolazione di Bat Yam crebbe grazie alla massiccia immigrazione e nel 1958 ottenne lo statuto di città. All'inizio degli anni novanta conobbe una nuova crescita demografica dovuta all'immigrazione di ebrei russi che scelsero la città come residenza sia perché vicina ai centri industriali del paese, sia per i prezzi relativamente bassi delle proprietà immobiliari. Secondo l'Ufficio Centrale Israeliano di Statistica, la popolazione cittadina nel giugno 2005 si aggirava sui 130 000 abitanti.
Nella città esiste un'importante comunità di ebrei venuti dalla Turchia, che cercano ancora di preservare, insieme con altri gruppi di ebrei sefarditi, la cultura legata alla lingua ladina (compreso un teatro comunitario in ladino).
Sono dovute alla loro presenza le visite ricevute dalla città nel passato da parte di alte cariche turche come il presidente Süleyman Demirel e il primo ministro Tansu Çiller.
La maggioranza degli abitanti di Bat Yam sono laici o tradizionalisti moderni.
La città ha, tra gli altri, un quartiere ultra-ortodosso dei hassidim Bobov diritti dai rabbini della famiglia Halberstam.
Sono attivi a Bat Yam i hassidim Habad, incluso una loro fazione messianica.
C'è anche una comunità karaita.
Una delle vie importante della città si chiama Eli Cohen in onore all'eroe israeliano condannato a morte in Siria in seguito ad una missione di spionaggio nel 1965, il quale abitava a Bat Yam.
A Bat Yam ha passato i suoi ultimi anni lo scrittore ebreo di lingua yiddish Scialom Asch. La sua casa a Bat Yam è stata conservata come museo.
I musei più importanti della città sono il Museo municipale Ben Ari e il Museo Ryback che ha una collezione di dipinti del artista ebreo francese nato in Russia, Issachar Ber Ryback.
Nella città si trova fin dal 1944 un ospedale psichiatrico, attualmente universitario - Il Centro Medicale di Sanità Mentale "Yehuda Abarbanel" (il nome ebraico di Leone Ebreo) con 300 posti letto (dieci anni fa erano 600).
Molte persone famose della vita politica, culturale, scientifica ecc. di Israele hanno passato la loro infanzia o gioventù a Bat Yam - per esempio lo scultore Igal Tumarkin, l'attrice Yona Elian, i cantanti e compositori di musica pop Beri Sacharoff, Peter Rott e Alon Olyarczyk, il generale capo del Mossad, Meir Dagan, il generale di polizia Moshe Karadi, il sassofonista jazz Eli Djibri, il violoncellista Matti Haimovitz.

## Società

### Evoluzione demografica
| Anno | Abitanti |
| ---- | -------- |
| 1948 | 2.300    |
| 1955 | 16.000   |
| 1961 | 31.700   |
| 1972 | 100.100  |
| 1983 | 128.700  |
| 1995 | 138.500  |
| 2005 | 129.700  |

## Amministrazione

### Capi del consiglio locale
- Mintz Ben Zion (1936-1937)
- Israel Ben Zion (1937-1939)
- Israel Rabinovich-Teomim (1939-1943)
- Eliav Levai (1943-1950)
- David Ben Ari (1950-1958)

### Sindaci
- David Ben Ari (1958-1963)
- Menahem Rothschild (1963-1973)
- Yitzhak Walker (1973-1977)
- David Messika (1977-1978)
- Menahem Rothschild (1978-1983)
- Ehud Kinamon (1983-1993)
- Yehoshua Saghi (1993-2003)
- Shlomo Lahiani (dal 2003)
- Tzvika Brot (dal 2019)

### Gemellaggi
- Kragujevac, Serbia
- Distretto Neukölln di Berlino, Germania
- Aurich, Germania
- Villeurbanne, Francia
- Livorno, Italia
- Kutno, Polonia
- Antalya, Turchia
- Valparaíso, Cile

## Galleria d'immagini

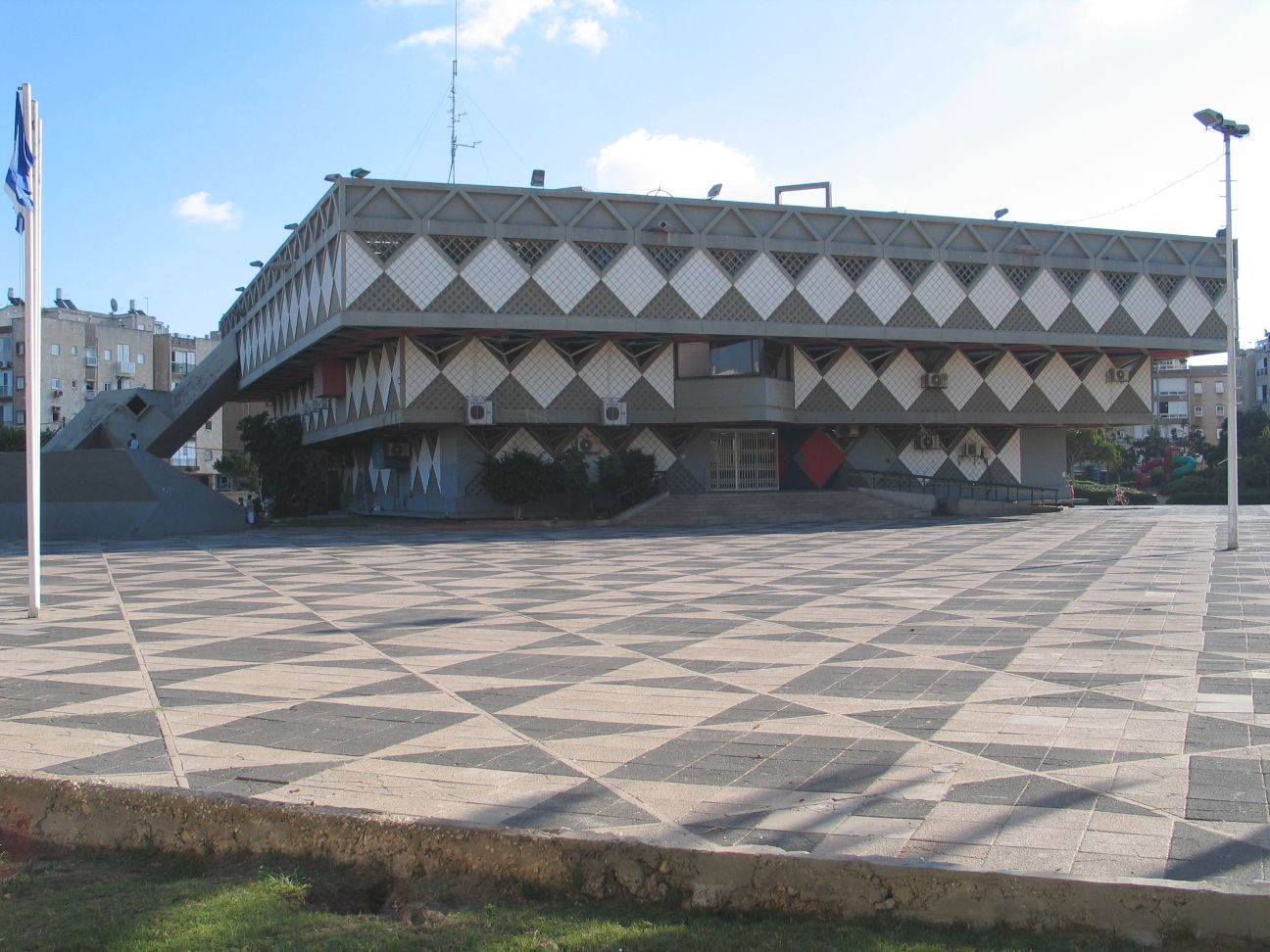
Il Municipio
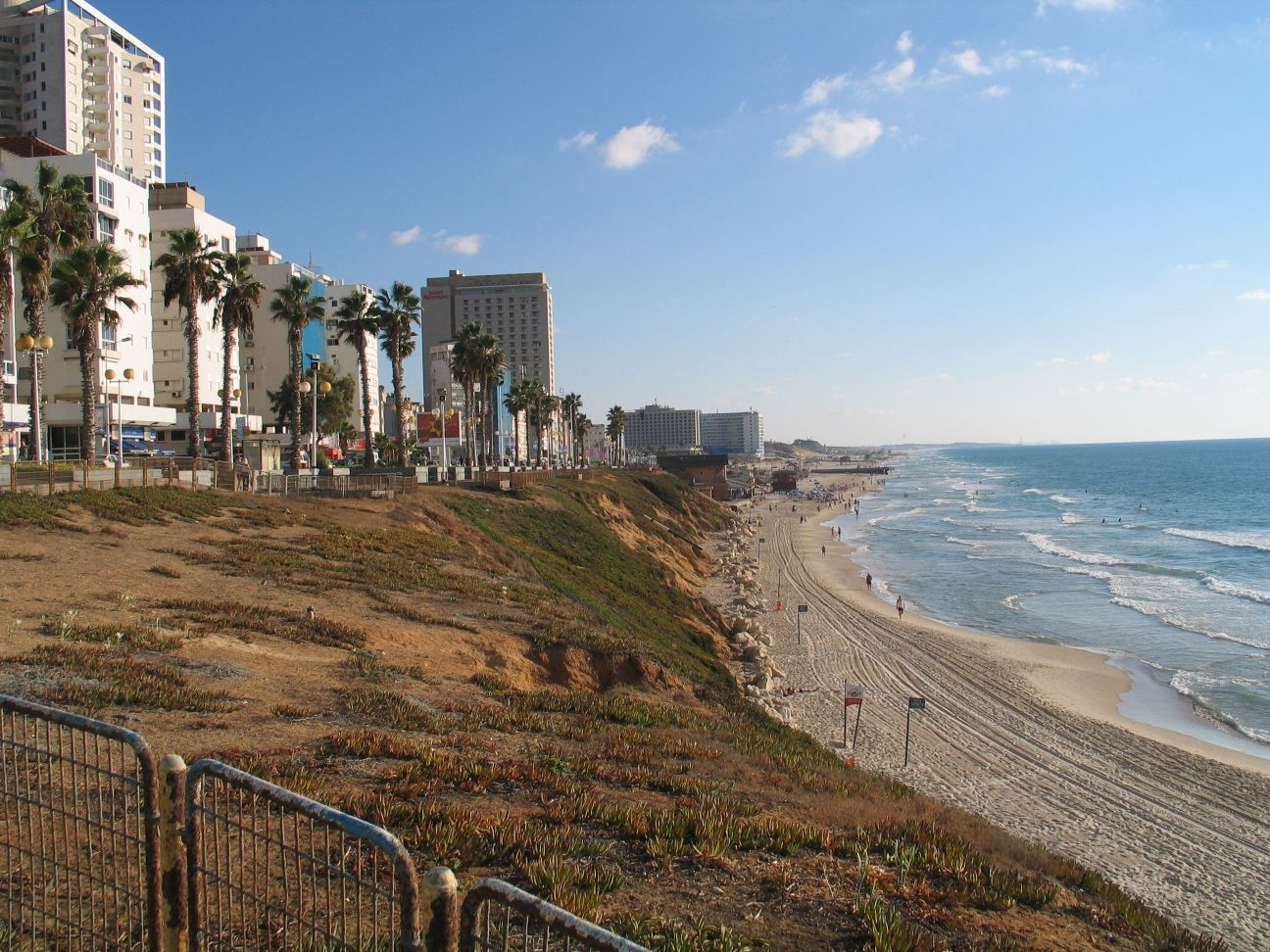
La spiaggia
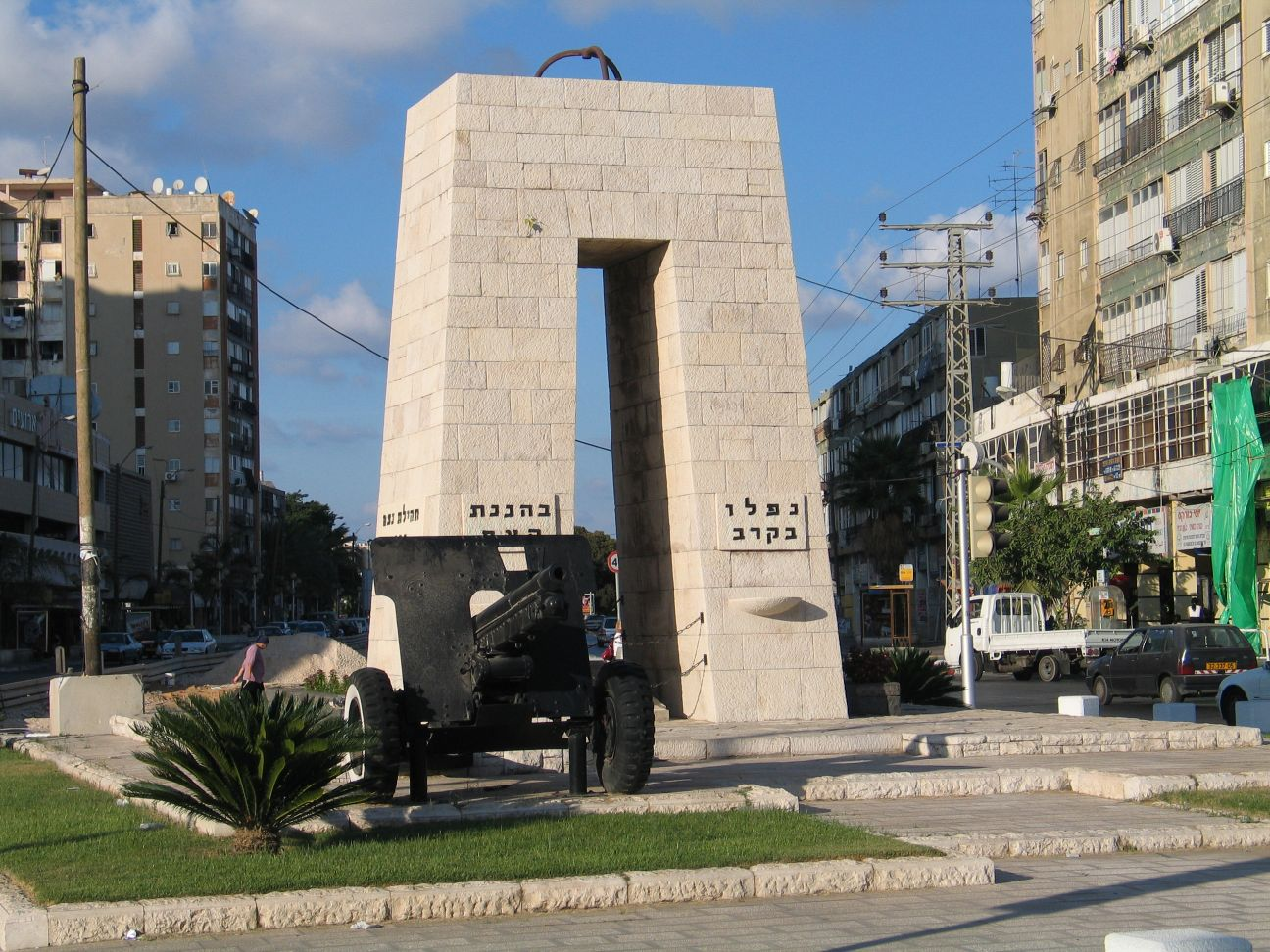
Kikar ha-Meginim (piazza dei Difensori)
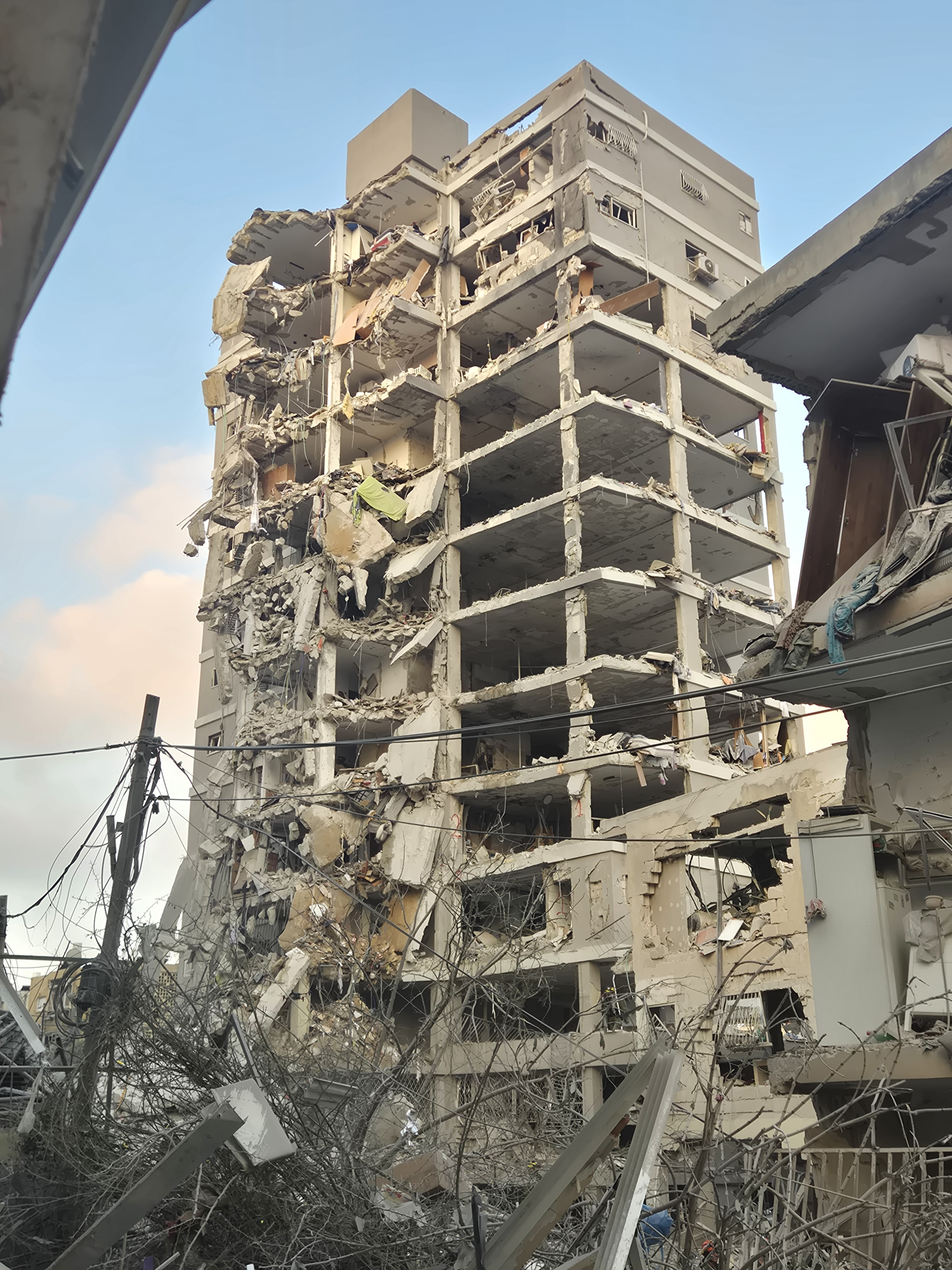
Edificio distrutto durante un attacco iraniano nel giugno 2025